# Magnetoresistència

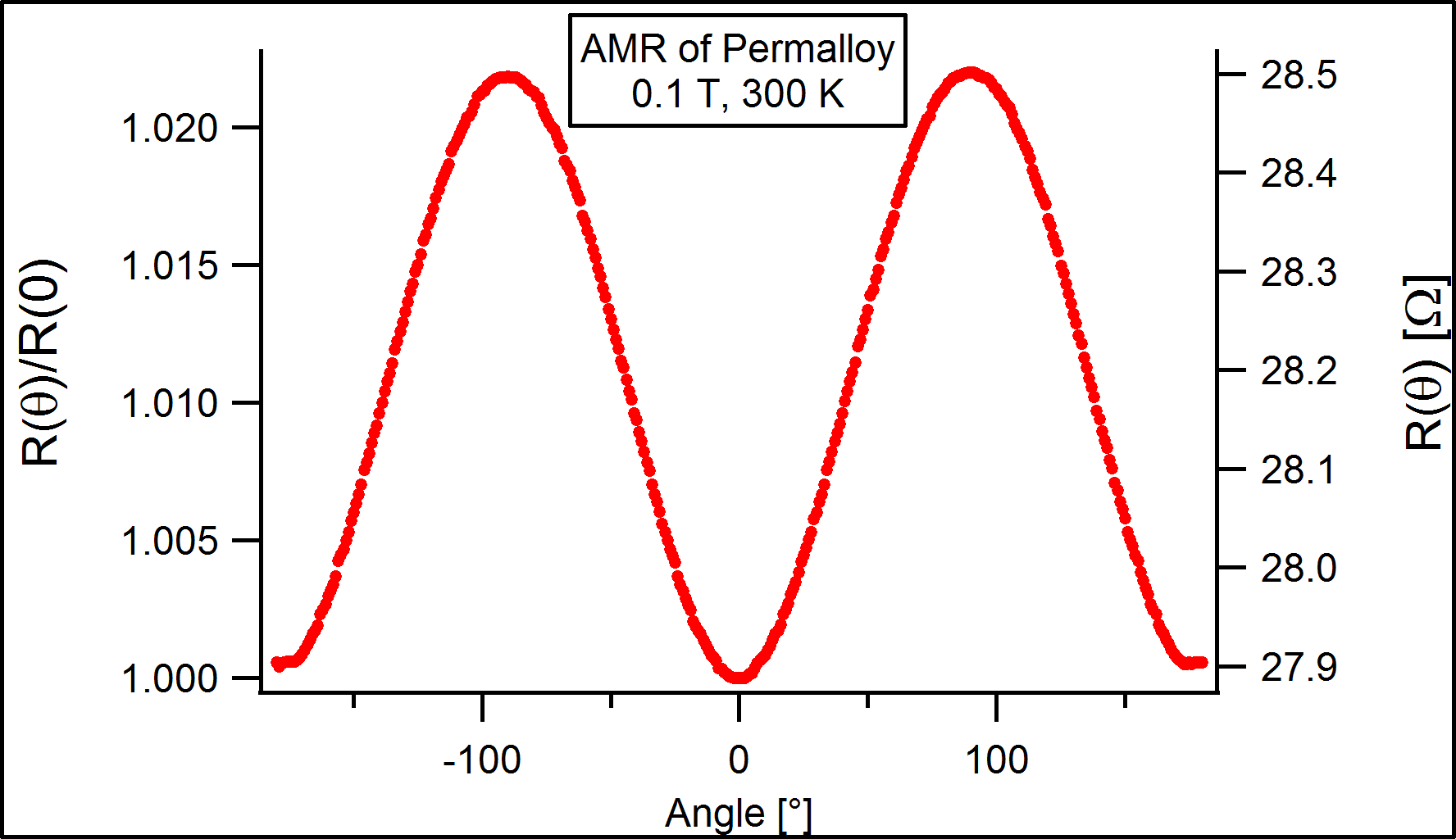
Gràfica de la resistència d'una làmina de Permaloy com a funció de l'angle d'aplicació d'un camp extern.

La magnetoresistència és una propietat que tenen certs materials de variar la seva resistència elèctrica quan són afectats per un camp magnètic. Aquest efecte va ser descobert per William Thomson el 1857 però no va ser capaç de disminuir la resistència més enllà d'un 5%. Les investigacions recents han permès de descobrir materials que presenten magnetoresistència gegant (Giant Magnetoresistance Effect o GMR), magnetoresistència colossal (Colossal MagnetoResistance o CMR) i magnetoresistència d'efecte túnel (Tunnel Magnetoresistance Effect o TMR).